# ویلمار باریوس
ویلمار انریکه باریوس تران (اسپانیایی: Wílmar Enrique Barrios Terán‎؛ زادهٔ ۱۶ اکتبر ۱۹۹۳) بازیکن فوتبال اهل کلمبیا است.
وی همچنین در تیم ملی فوتبال کلمبیا بازی کرده‌است.